# Fatah
Fatah (en árabe: فتح‎, romanizado: Fatḥ), a veces llamado Al-Fatah, es una organización político-militar palestina, fundada en 1958 en Kuwait, por Yasser Arafat. Constituye un componente principal de la Organización para la Liberación de Palestina (OLP), que se creó en 1964, y es miembro consultor de la Internacional Socialista, creada en 1951. A mediados de 2020, su presidente es Mahmoud Abbas y su secretario general es Jibril Rajoub.
El nombre es el acrónimo en árabe de «Movimiento Nacional de Liberación de Palestina» (Harakat Al-Tahrir Al-Watani Al-Falastini, حركة التحرير الوطني الفلسطيني). El artículo «al» no forma parte de la sigla oficial, aunque es bastante frecuente su uso periodístico o coloquial.

## Etimología
El nombre completo del movimiento es حركة التحرير الوطني الفلسطيني (ḥarakat al-taḥrīr al-waṭanī al-Filasṭīnī), que significa el "Movimiento de Liberación Nacional Palestino". De esto se elaboró el acrónimo inverso Fatḥ (Fatah) que significa "apertura", "conquista" o "victoria". La palabra "fatḥ" o "fatah" se usa en el discurso religioso para significar la expansión islámica en los primeros siglos de la historia islámica, como en Fatḥ al-Sham, la "conquista del Levante". "Fatah" también tiene un significado religioso ya que es el nombre de la 48.ª sura (capítulo) del Corán que, según los principales comentaristas musulmanes, detalla la historia del Tratado de Hudaybiyyah. Este precedente islámico fue citado por Yasser Arafat como justificación para la firma de los Acuerdos de Oslo con Israel.

## Fundación
Desde el final de la Segunda Guerra Mundial se había formado un movimiento palestino que aspiraba a construir un Estado árabe independiente sobre el entonces Mandato británico de Palestina, lo cual chocaba con las aspiraciones sionistas sobre el mismo territorio.
Después de la creación de Israel en 1948, grupos de estudiantes palestinos se reunieron, convencidos de que la mejor forma de defender la integridad y la soberanía del pueblo palestino era organizar un gran movimiento de resistencia, bajo la forma de un movimiento revolucionario autónomo, secular y de carácter nacional, es decir un movimiento independiente de los países árabes y de cualquier otro poder extranjero o religioso. De esta forma, Yasir Arafat funda la organización, junto a Salah Khalaf y Khalil al-Wazir, quienes residían en Kuwait, con el objetivo manifiesto de combatir a Israel para lograr la liberación de Palestina, haciendo un llamado a todos los palestinos a luchar contra el Estado de Israel.

## El conflicto con Israel
Fatah se instaló en la Franja de Gaza a inicios de 1960, y el movimiento comenzó su lucha armada contra Israel el 1 de enero de 1965, a través de una amplia operación militar, con el nombre de su brazo armado, al-Asifah (la tempestad).
Tras la derrota árabe en la guerra de los Seis Días de 1967, que significó la ocupación israelí de la Franja de Gaza y Cisjordania, el movimiento incrementó su importancia entre los palestinos. A partir de ese momento, comenzó la etapa de lucha interior, en la cual el grupo radicalizó sus acciones. Cerca de un millar de voluntarios viajaron de los campos de refugiados y desde Europa, a los campos de entrenamiento de Fatah, para integrarse al movimiento. Al mismo tiempo, Arafat se instaló en Cisjordania en la localidad de Qabatiya, y luego en Nablus y Ramala, respectivamente. Abandonando luego los territorios ocupados, e instalando su cuartel en Jordania, donde instaló además un campo de entrenamiento para los fedayines (comandos de combatientes palestinos) a menos de 10 km de la nueva frontera con Israel.
Durante 1967, Fatah realizó 2432 ataques contra Israel, pero las fuerzas de seguridad israelí frustraron la mayoría de estos atentados. En estas operaciones detuvieron a cerca de mil milicianos palestinos y resultaron muertos casi 200. De esta forma, el intento de levantamiento popular en los territorios ocupados fracasó. En enero de 1968, se registraron solamente 6 intentos de ataques.
En vista de esta situación, Arafat y la dirección de Fatah decidieron cambiar de táctica, y comenzaron a lanzar sus ataques desde Jordania. Estos eran cubiertos regularmente por soldados de infantería y la artillería de la Legión Árabe. En respuesta, Israel levantó barreras de alambres de púas a lo largo de la frontera con Jordania, e instaló sistemas de vigilancia electrónica y puntos fortificados en los posibles lugares de paso. Gracias a esto, lograron interceptar a la mayoría de las escuadrillas palestinas que se dirigían a Israel. A pesar de que las incursiones disminuyeron, los ataques continuaron cobrando víctimas en la población civil israelí, motivando represalias israelíes dentro de territorio jordano.
En 1968, el movimiento se integró en la OLP (Organización para la Liberación de Palestina), fundada 4 años antes, y el 3 de febrero de 1969, Yasser Arafat pasó a presidir tanto la OLP como Fatah, simbolizando desde entonces las aspiraciones nacionalistas palestinas.
A partir de ese momento, los fedayines multiplicaron sus ataques contra Israel desde distintos países árabes, como Jordania, Líbano y Siria. Lo cual provocó que la tensiones entre estos gobiernos —sujetos a las represalias israelíes— y la OLP se intensificaran. En 1970, Fatah se vio sobrepasado por los grupos radicales miembros de la OLP, en particular por el Frente Popular por la Liberación de Palestina, lo que condujo a la expulsión de las fuerzas palestinas de Jordania hacia el Líbano, tras una serie de combates entre milicianos palestinos y el ejército jordano.

## Cambio de política
Tras el impacto mundial causado por numerosos ataques terroristas contra civiles, y en particular el asesinato de 11 deportistas israelíes durante los Juegos Olímpicos de Múnich 1972, Fatah y la OLP decidieron reorientar su política, buscando el reconocimiento internacional de la causa palestina. 
En 1983, el movimiento sufrió una seria crisis interna, tras la invasión israelí del Líbano. Se produjo una escisión dentro del movimiento, debido a las profundas discrepancias que provocaba la política del diálogo seguida por Arafat. De esta crisis Arafat salió fortalecido y su movimiento consolidó su dominio en la OLP.
En 1985, la sede central de la OLP fue bombardeada por fuerzas israelíes, lo cual debilitó su dirección dentro de la organización. Sin embargo, logró revertir la situación al llevar a cabo la Intifada en los territorios ocupados, en 1987. 
Durante los Acuerdos de Oslo de 1993, Arafat, quien fue reconocido como representante del pueblo palestino, firmó la Declaración de Principios con Israel como parte del proceso de paz, en el cual se acordó la retirada israelí de los territorios ocupados, el derecho al autogobierno de los palestinos y la renuncia al terrorismo contra Israel por parte de la OLP. Permitiéndose el regreso de Arafat del exilio en Túnez. 
A partir 1994, la dirección de Fatah se hizo cargo de la naciente Autoridad Palestina, siendo Arafat su presidente hasta su muerte, ocurrida en 2004.

## Acusaciones de terrorismo
El movimiento fue rechazado en muchos países occidentales por supuestas vinculaciones con el terrorismo árabe; pero tuvo también momentos de aceptación, como la alocución de Arafat ante las Naciones Unidas (1974) en virtud del reconocimiento de la OLP como legítima representante del pueblo palestino, o su admisión como miembro de la Liga Árabe (1976).
Fatah fue designada como terrorista bajo la ley israelí y solía ser considerada como tal por Estados Unidos hasta que rechazó formalmente toda forma de terrorismo y reconoció el derecho del Estado de Israel a existir, en 1988.
Por otra parte, agrupaciones independientes nacidas al alero de Fatah, como las Brigadas de los Mártires de Al-Aqsa, han perpetrado diversos ataques a partir de la Segunda Intifada, siendo calificados como organizaciones terroristas por Estados Unidos e Israel. De acuerdo a fuentes israelíes, este grupo es el responsable de al menos 32 ataques entre 2001 y 2007, 10 de ellos suicidas, con un saldo de alrededor de 130 víctimas mortales, entre civiles y militares.

## Negociaciones con Hamás 2017
Desde 2007 cuando Hamás expulsó a Fatah de la Franja de Gaza se han producido diversos intentos de negociación política que se han visto truncados. Destaca la firma en mayo de 2011 de un Acuerdo Nacional de Reunificación con las diferentes facciones palestinas, el acuerdo en 2014 para la creación de un gobierno de unidad que fracasó y la firma el 12 de octubre de 2017 en El Cairo del Pacto de reconciliación palestina con Hamás.